# Ouonkoro
Ouonkoro ou Ouenkoro est une localité et une commune rurale du Mali, chef-lieu d'arrondissement dans le cercle de Sokoura et la région de Bandiagara.

## Histoire
Le 28 mars 2020, 22 Dogons sont exécutés à Ouonkoro par des miliciens pendant la guerre du Mali. En 2023, la commune est soustraite du cercle de Bankass et versée en dans le cercle de Sokoura.

## Villages
La commune s'étend sur 22 localités relevées lors du recensement général de 2009. 
Les villages les plus peuplés sont :
- Kiénou (3 799 habitants)
- Ouenkoro (3 746 habitants)
- Péguéré (2 013 habitants)